# Stephen Turnbull
Stephen Turnbull é um escritor, académico e historiador especializado em história militar, destacando-se pelo seu significativo número de trabalhos sobre a história do Japão medieval. Criou também livros sobre samurais, artes marciais, história militar da Europa e do extremo oriente.
Turnbull estodou na Universidade de Cambridge onde se graduou. Actualmente tem o mestrado em Teologia, mestrado em História Militar e doutoramente da Universidade de Leeds, donde trabalha como professor de Religiões do Extremo Oriente.
Escreveu vários livros sobre inúmeros temas medievais. Fez parte do conselho editorial da Medieval History Magazine (2003-2005), publicada em associação com os Royal Armouries. Participou enquanto consultor na criação do jogo de PC de grande sucesso Shogun: Total War assim como da sua sequela Total War: Shogun 2, ambos produtos da The Creative Assembly, bem como no filme 47 Ronin, estrelado por Keanu Reeves.